# Liste de ponts de l'Orne

## Ponts de longueur supérieure à 100 m
Les ouvrages de longueur totale supérieure à 100 m du département de l’Orne sont classés ci-après par gestionnaires de voies.

## Ponts de longueur comprise entre 50 m et 100 m
Les ouvrages de longueur totale comprise entre 50 et 100 m du département de l’Orne sont classés ci-après par gestionnaires de voies.

## Ponts présentant un intérêt architectural ou historique
Les ponts de l’Orne inscrits à l’inventaire national des monuments historiques sont recensés ci-après.
- Pont - Bellême - XIXe siècle
- Ponts sur la Rouvre, dits Pont de la Motte, Pont de Chênesecq, Pont Neuf et Pont de Raulette. - Craménil - XVIe siècle ; XVIIe siècle
- Pont - Mauves-sur-Huisne - XVIIe siècle

## Sources
Base de données Mérimée du Ministère de la Culture et de la Communication.